# Districte de Macanga
El districte de Macanga és un districte de Moçambic, situat a la província de Tete. Té una superfície de 7.430 kilòmetres quadrats. En 2007 comptava amb una població de 112.016 habitants. Limita al nord amb el districte de Lilongwe i el districte de Dedza de Malawi, al nord-oest i oest amb el districte de Chifunde, al sud amb el districte de Chiuta, al sud-est amb el districte de Tsangano i a l'est amb el districte d'Angónia.

## Divisió administrativa
El districte està dividit en dos postos administrativos (Chidzolomondo i Furancungo), compostos per les següents localitats:
- Posto Administrativo de Chidzolomondo:
  - Bawe
  - Campala
  - Chidzolomondo
- Posto Administrativo de Furancungo:
  - Furancungo
  - Gandala
  - Kassupe
  - Namadende